# Henley-on-Thames
Henley-on-Thames / hɛnliː ɒn tɛmz / là một thị trấn và một xã bên sông Thames ở Oxfordshire, Anh, 7 dặm (11 km) về phía đông bắc của Reading và 7 dặm về phía tây Maidenhead. Một trong những ranh giới của nó có ranh giới giữa Oxfordshire, Berkshire và Buckinghamshire. Điều tra dân số năm 2011 ghi nhận dân số xã là 11.619.

## Cơ sở và tổ chức nổi tiếng

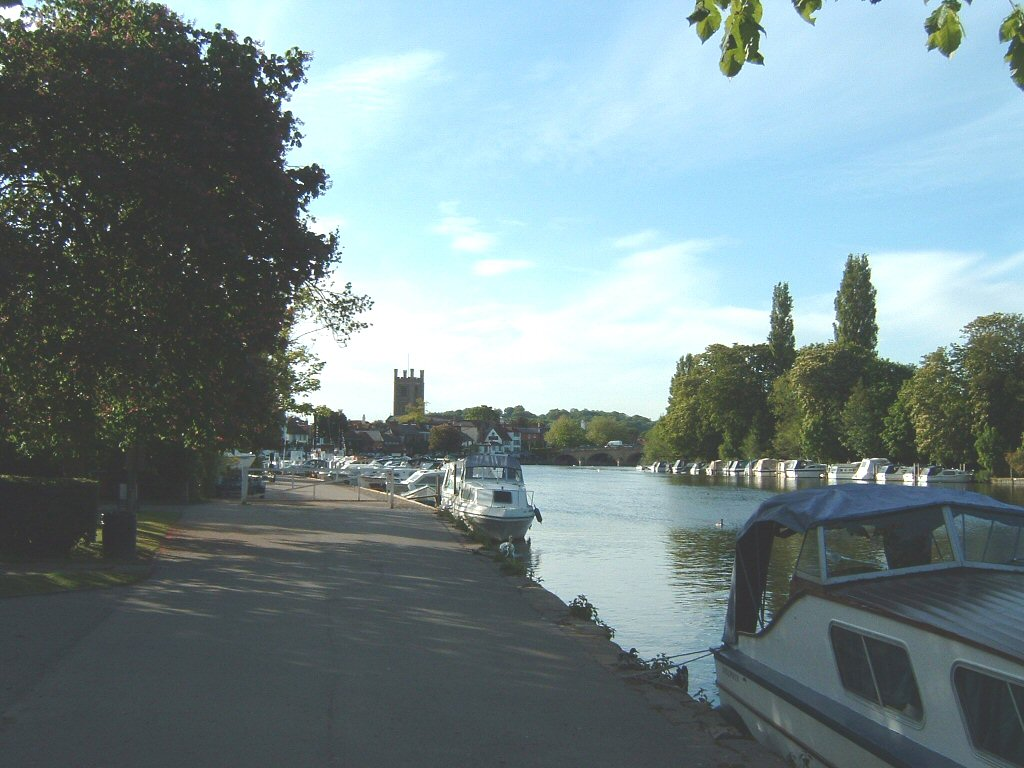
Henley-on-Thames từ sân chơi gần nhà ga

Bảo tàng Sông và Chèo thuyền, nằm ở Mill Meadows, là một bảo tàng của thành phố. Nó được thành lập vào năm 1998, và chính thức được Nữ hoàng Elizabeth II khai trương. Nó được thiết kế bởi kiến trúc sư David Chipperfield, đưa thông tin về sông Thames, môn thể thao chèo thuyền, và chính thị trấn Henley.
Henley Business School của Đại học Reading nằm gần Henley, cũng như Henley College.